# 拉脫維亞—俄羅斯關係
拉脱维亚-俄罗斯关系是指拉脫維亞和俄罗斯之间的双边外交关系。拉脱维亚在莫斯科设有大使馆。 俄罗斯在里加设有大使馆。

## 历史

### 1920-1940
1920年8月11日，拉脱维亚共和国与俄罗斯苏维埃联邦社会主义共和国签订和平条约。之後兩國之間建立外交關係。  1922年苏联成立後，蘇聯繼承了俄罗斯苏维埃联邦社会主义共和国的外交關係。
1920年至1940年间，拉脱维亚在莫斯科設有大使館。

### 苏联时期
1940年，苏联占领拉脱维亚。1941年，纳粹德国又占领拉脱维亚。1944年，苏联再度佔領拉脫維亞。
苏联統治拉脫維亞期間，許多俄罗斯人在拉脫維亞定居，而且拉脱维亚语失去了官方语言地位。

### 1991年以来
1991年拉脱维亚独立公投舉行過後拉脫維亞再次獨立。 2007年，在拉脱维亚放弃对俄罗斯部分領土主權要求後，两国之間正式確立了邊界。 2018年12月13日，拉脱维亚议会通过声明，谴责2018年克赤海峽衝突中俄罗斯的侵略行徑。 
2022年俄罗斯入侵乌克兰后，拉脱维亚对俄罗斯实施一系列制裁，俄罗斯則将包括拉脫維亞在內的所有欧盟国家都列入不友好國家名單。  8月11日，拉脱维亚议会認定俄羅斯是一個支持恐怖主義的國家。 2022年9月，波兰、立陶宛、拉脱维亚和爱沙尼亚决定禁止讓持有申根签证的俄罗斯公民入境。 
2023年1月23日，拉脱维亚外交部长表示拉脱维亚将于當年2月24日召回該國驻俄大使，並将拉脱维亚与俄罗斯的外交关系级别降至临时代办级。

#### 俄罗斯军队撤出拉脫維亞
苏联解体後，俄罗斯联邦在拉脱维亚仍有駐軍，並且還負責Skrunda-1雷达站的運作。1992年， 俄罗斯同意會從拉脱维亚撤军。1994年4月30日，拉脱维亚允许Skrunda-1雷达站繼續運作四年，前提是俄罗斯军队未來將全部撤出拉脫維亞。 1994年8月，俄羅斯將該國的大部分駐拉脫維亞部隊從拉脱维亚撤出。 1998年8月，Skrunda-1暂停運作，最終俄罗斯將雷達上的所有設備拆除，并于次年將剩余的军事人员全部從拉脫維亞撤出。 